# Pueblo kanuri
Los kanuri (kanouri, kanowri, también yerwa y multitud de nombres de subgrupos) son un grupo étnico africano que vive principalmente en las tierras del antiguo Imperio de Bornu: el Estado de Borno en el noreste de Nigeria, el sureste de Níger, el oeste de Chad y el norte de Camerún. Aquellos conocidos como kanuri suelen incluir varios subgrupos y grupos dialectales, algunos de los cuales de sienten a sí mismos diferentes de los kanuri. Los Kanuri formaron un estado musulmán, centrado en torno a un sultán, y de vocación expansionista, fundado sobre un ideal religioso. El monarca tiene a la vez un papel político y religioso. La mayoría de los Kanuri, liga sus orígenes al linaje reinante del medieval Imperio de Kanem-Bornu, de sus estados clientes o de sus provincias. En contraste con sus vecinos pastoralistas tebu o zaghawa, los grupos kanuri han sido tradicionalmente sedentarios, dedicándose a la agricultura, a la pesca en el lago Chad, y se han dedicado además al comercio y al procesamiento de la sal.

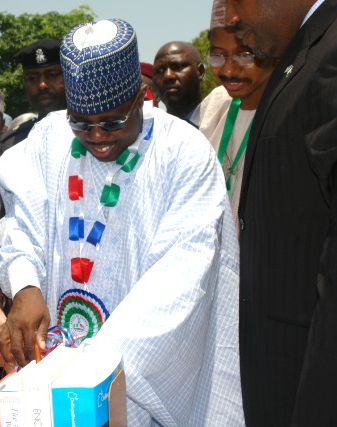
Autoridades de Borno, Nigeria.